# Pamphilius sylvaticus
Pamphilius sylvaticus is een vliesvleugelig insect uit de familie van de spinselbladwespen (Pamphiliidae). De wetenschappelijke naam  is gepubliceerd in 1758 door Carl Linnaeus in de tiende editie van Systema naturae.